# John Wall Callcott
John Wall Callcott (Londres, 20 de novembre de 1766 – Bristol, 15 de maig de 1821) fou un eminent compositor anglès.
Desenvolupà el càrrec d'organista en diverses esglésies de Londres; el 1800 la Universitat d'Oxford li atorgà el títol de doctor en música, i el 1806 succeí a William Crotch en la càtedra d'aquest art en la Royal Institution.
És autor d'un gran nombre de composicions sagrades i profanes de les que el seu gendre William Horsley publicà una Col·lecció l'any 1824, a més se li deu el llibre A musical grammar (1806), i altres obres de teoria musical.